# John Wilson Campbell

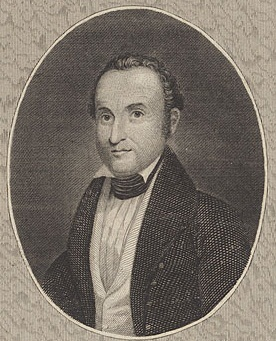
John Wilson Campbell

John Wilson Campbell (* 23. Februar 1782 im Augusta County, Virginia; † 24. September 1833 in Delaware, Ohio) war ein US-amerikanischer Jurist und Politiker der Demokratisch-Republikanischen Partei. Von 1817 bis 1827 war er Mitglied des Repräsentantenhauses der Vereinigten Staaten für den 2. und 5. Kongressdistrikt des Bundesstaates Ohio; danach wurde er Bundesrichter.

## Biografie
Nach dem Besuch von öffentlichen Schulen studierte er Jura und wurde 1808 als Rechtsanwalt zugelassen. Er eröffnete eine Anwaltspraxis in West Union. 1809 wurde er Staatsanwalt des Adams County. Von 1809 bis 1815 war er Schiedsmann des Tiffin Townships. In den Jahren 1810 bis 1811, 1813 bis 1814 und 1815 bis 1816 saß er als Vertreter des Adams County im Repräsentantenhaus von Ohio.
1817 wurde Campbell ins US-Repräsentantenhaus gewählt. Bis 1823 vertrat er den 2. Distrikt, von 1823 bis 1827 dann den 5. Distrikt. Am 6. März 1829 wurde er von Präsident Andrew Jackson als Richter am Bundesbezirksgericht für den Distrikt von Ohio vorgeschlagen. Der Senat bestätigte die Nominierung am nächsten Tag. Dieses Amt hatte er als Nachfolger von William Creighton bis zu seinem Tod inne. Er wurde auf dem Old North Cemetery in Columbus beigesetzt.